# Langlaufen op de Olympische Winterspelen 2014 - Teamsprint mannen
De teamsprint klassieke stijl voor mannen tijdens de Olympische Winterspelen 2014 vond plaats op 19 februari 2014 in het Laura langlauf & biatloncentrum in Krasnaja Poljana. Regerend olympisch kampioen was Noorwegen, destijds werd de teamsprint afgewerkt in de vrije stijl.

## Tijdschema
| Datum       | Lokale tijd | MET   | Ronde        |
| ----------- | ----------- | ----- | ------------ |
| 19 februari | 13:15       | 10:15 | Kwalificatie |
| 19 februari | 15:45       | 12:45 | Finale       |

## Uitslag

### Halve finales
Heat 1
| # | Bib | Land             | Namen                                 | Tijd     | Opm. |
| - | --- | ---------------- | ------------------------------------- | -------- | ---- |
| 1 | 2   | Duitsland        | Hannes Dotzler Tim Tscharnke          | 23:36.23 | Q    |
| 2 | 6   | Tsjechië         | Martin Jakš Aleš Razým                | 23:39.06 | Q    |
| 3 | 5   | Zwitserland      | Dario Cologna Gianluca Cologna        | 23:42.31 | LL   |
| 4 | 1   | Noorwegen        | Ola Vigen Hattestad Petter Northug    | 23:43.63 | LL   |
| 5 | 3   | Italië           | Federico Pellegrino Dietmar Nöckler   | 23:58.12 |      |
| 6 | 4   | Canada           | Devon Kershaw Alex Harvey             | 24:20.37 |      |
| 7 | 9   | Estland          | Peeter Kümmel Raido Ränkel            | 24:26.49 |      |
| 8 | 7   | Oostenrijk       | Harald Wurm Max Hauke                 | 25:01.23 |      |
| 9 | 10  | Roemenië         | Daniel Pripici Paul Constantin Pepene | 26:06.80 |      |
|   | 8   | Groot-Brittannië | Andrew Young Andrew Musgrave          | DNF      |      |
|   | 11  | China            | Sun Qinghai Xu Wenlong                | DNS      |      |

Heat 2
| #  | Bib | Land             | Namen                                | Tijd     | Opm. |
| -- | --- | ---------------- | ------------------------------------ | -------- | ---- |
| 1  | 16  | Finland          | Iivo Niskanen Sami Jauhojärvi        | 23:26.13 | Q    |
| 2  | 13  | Rusland          | Maxim Vylegsjanin Nikita Krjoekov    | 23:26.91 | Q    |
| 3  | 15  | Zweden           | Emil Jönsson Teodor Peterson         | 23:28.22 | LL   |
| 4  | 14  | Kazachstan       | Nikolaj Tsjebotko Aleksej Poltoranin | 23:28.50 | LL   |
| 5  | 17  | Verenigde Staten | Simeon Hamilton Erik Bjornsen        | 23:29.14 | LL   |
| 6  | 12  | Frankrijk        | Cyril Miranda Jean-Marc Gaillard     | 23:41.79 | LL   |
| 7  | 19  | Japan            | Hiroyuki Miyazawa Yuichi Onda        | 23:49.41 |      |
| 8  | 18  | Polen            | Maciej Kreczmer Maciej Staręga       | 23:53.09 |      |
| 9  | 20  | Slowakije        | Peter Mlynár Martin Bajčičák         | 24:58.06 |      |
| 10 | 21  | Bulgarije        | Andrey Gridin Veselin Tsinzov        | 25:11.06 |      |
| 11 | 23  | Oekraïne         | Roeslan Perechoda Oleksij Krasovskyi | 25:31.13 |      |
| 12 | 22  | Australië        | Phillip Bellingham Callum Watson     | 25:54.31 |      |

### Finale
| #      | Bib | Land             | Namen                                | Tijd     | Verschil |
| ------ | --- | ---------------- | ------------------------------------ | -------- | -------- |
| Goud   | 16  | Finland          | Iivo Niskanen Sami Jauhojärvi        | 23:14.89 | —        |
| Zilver | 13  | Rusland          | Maksim Vylegsjanin Nikita Krjoekov   | 23:15.86 | +0.97    |
| Brons  | 15  | Zweden           | Emil Jönsson Teodor Peterson         | 23:30.01 | +15.12   |
| 4      | 1   | Noorwegen        | Ola Vigen Hattestad Petter Northug   | 23:33.55 | +18.66   |
| 5      | 5   | Zwitserland      | Dario Cologna Gianluca Cologna       | 23:35.90 | +21.01   |
| 6      | 17  | Verenigde Staten | Simeon Hamilton Erik Bjornsen        | 23:49.95 | +35.06   |
| 7      | 2   | Duitsland        | Hannes Dotzler Tim Tscharnke         | 23:57.02 | +42.13   |
| 8      | 14  | Kazachstan       | Nikolaj Tsjebotko Aleksej Poltoranin | 24:01.38 | +46.49   |
| 9      | 6   | Tsjechië         | Martin Jakš Aleš Razým               | 24:01.83 | +46.94   |
| 10     | 12  | Frankrijk        | Cyril Miranda Jean-Marc Gaillard     | DNS      | -        |